# L'Atlàntida
L'Atlàntida è un poema di Jacint Verdaguer scritto nel 1877 in catalano. È composto da un'introduzione, 10 canti e una conclusione. Gli argomenti di cui tratta sono: le avventure di Ercole, l'inabissamento di Atlantide, la scoperta dell'America da parte di Cristoforo Colombo e la creazione del Mar Mediterraneo.